# Droga (revista)
Droga era uma revista mensal dedicada a temas literários e sociais. Foi publicada em Varsóvia, ocupada pelos nazistas de dezembro de 1943 a abril de 1944. Seus fundadores foram Ewa Pohoska e Juliusz Garztecki. 